# Anochetus orchidicola
Anochetus orchidicola é uma espécie de formiga do gênero Anochetus, pertencente à subfamília Ponerinae.